# La notte che Evelyn uscì dalla tomba
La notte che Evelyn uscì dalla tomba è un film del 1971 diretto da Emilio P. Miraglia.

## Trama
Il nobile inglese Lord Alan Victor Cunningham è ossessionato dal ricordo di Evelyn, la moglie defunta. L'onnipresente senso di colpa che caratterizza la vita di Alan lo porta ad uccidere donne con i capelli rossi simili ad Evelyn: tra le sue vittime una prostituta e una ballerina di night club, Susan.
Convolato a nuove nozze con Gladys, l'uomo continua a dare segni di squilibrio. Nel frattempo, alcuni abitanti del castello dei Cunningham sono assassinati da un misterioso omicida: dapprima lo stalliere, poi la zia di Alan. Col passare dei giorni, sir Cunningham è sempre più convinto di intravedere, durante la notte, lo spettro di Evelyn ma Gladys cerca di convincerlo che la ex moglie è morta e, pertanto, le sue sono solo fantasie. Su insistenza di Alan viene riesumato il corpo di Evelyn, ma la tomba risulta vuota. Durante una notte piovosa, Alan viene minacciato da vicino dallo spettro di Evelyn e cade a terra privo di sensi. In realtà però il cadavere di Evelyn è stato trafugato da Gladys e dal cugino di Alan: il finto spettro che tormentava Alan altro non è che Gladys, abilmente camuffata. I due complici hanno l'intenzione di far impazzire Alan, allo scopo di dividersi le sue fortune.
Il cugino di Alan però sta facendo il doppio gioco con Gladys: in accordo con Susan, la spogliarellista già aggredita da Alan che sir Cunningham, in realtà, non aveva mai ucciso al culmine di una forte crisi nervosa. Prima di abbattere le sue potenziali vittime, Alan era solito liberare le donne dai capelli rossi, senza nuocere in alcun modo. La prostituta, da tutti creduta assassinata da Alan, è ancora in vita, così come Susan. Lo stalliere e la zia di Alan erano stati invece realmente uccisi in quanto avevano scoperto l'intrigo. Gladys viene avvelenata dalla coppia diabolica ma, prima di morire, riesce ad aggredire ed uccidere Susan. A questo punto il cugino di Alan, unico superstite della strage, dopo aver fatto accusare Alan di ogni misfatto, si prepara a godere dell'eredità. Scoperto dal medico di famiglia Cunningham, viene aggredito e costretto a confessare. Al termine di una lite furibonda cade nella piscina del castello, urtando, nella caduta, un sacco di soda caustica. L'uomo finisce nella piscina contaminata dal potente corrosivo.

## Produzione
La notte che Evelyn uscì dalla tomba è stato scritto dagli sceneggiatori Massimo Felisatti e Fabio Pittorru che avevano precedentemente collaborato alla miniserie televisiva Qui squadra mobile. Questo è stato il loro secondo film giallo dopo Concerto per pistola solista basato su una storia di Sergio Donati.
Sebbene ambientato nel Regno Unito, il film venne interamente girato in Veneto. Il castello inglese di Lord Cunningham è in realtà Villa Porto Colleoni, una delle costruzioni tipiche dell'architettura palladiana.
La colonna sonora di Bruno Nicolai è stata prelevata dal suo lavoro nel film di Jesús Franco Philosophy in the Boudoir (1970).

## Distribuzione
Il film è stato distribuito nei cinema italiani dalla Cineriz il 18 agosto 1971. Ha incassato complessivamente 446.574.000 lire a livello nazionale.
Negli Stati Uniti è uscito il 26 luglio 1972 col titolo The Night Evelyn Came Out of the Grave. Nei cinema americani la proiezione era accompagnata da espedienti come i "bloodcorn", ovvero i popcorn tinti di rosso. Circolarono diverse versioni del film che spesso venivano tagliate e rieditate, come l'edizione televisiva intitolata Evelyn Raises the Dead.

## Accoglienza

### Critica
Lo storico di cinema Roberto Curti ha descritto la pellicola come esempio di film ibrido tra genere gotico e la crescente popolarità dei giallo di Dario Argento. Curti ha ritrovato gli elementi gotici nelle componenti del castello, la tomba, la seduta, lo spettro vendicativo evocato da un ritratto che tormenta il personaggio principale.
Stephen King, nel suo saggio cinematografico Danse Macabre, liquidò il film di Miraglia in poche righe con una nota negativa a piè pagina.